# Morinos

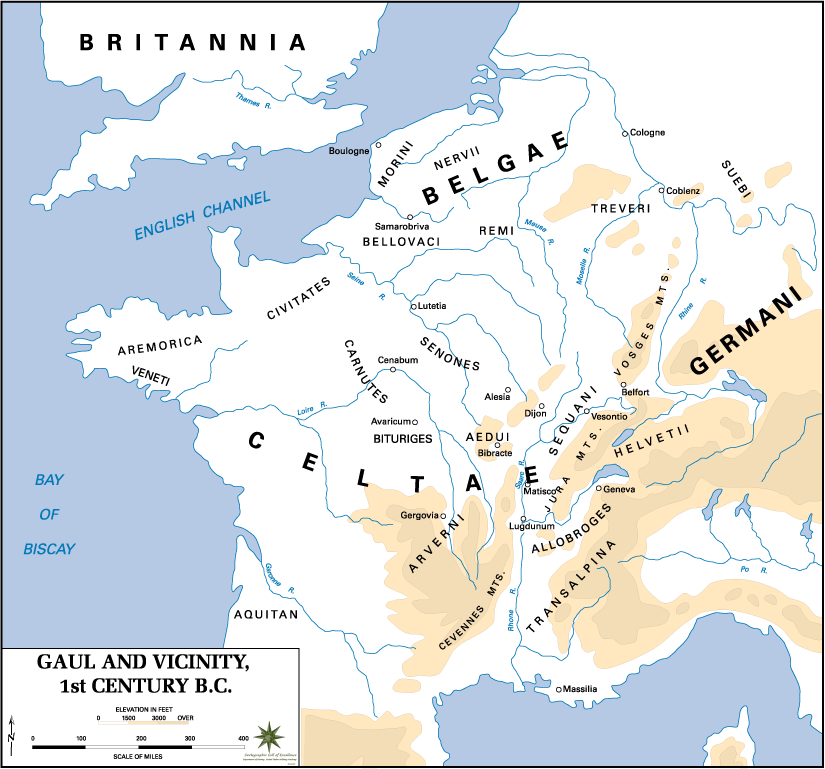
Mapa das Gálias à época da sua conquista por César, indicando o território aproximado dos morinos

Os morinos ou mórinos (em latim: Morini) foram um povo gaulês, não se sabe se celta ou germânico, que vivia na Gália Belga. Tinham a norte os menápios, a oeste o oceano, a sul os ambianos e atrébates. O seu nome derivaria da palavra celta mori (português "mar").
Para os romanos, o território dos morinos equivalia ao fim da civilização, como indica o poeta Virgílio e o erudito Plínio, o Velho.
Júlio César combateu os morinos e submeteu-os com facilidade. Acredita-se que puderam mobilizar cerca de 25 mil homens em 57 a.C., quando César combateu contra eles visando usar o seu território como base de operações para a invasão da Britânia, pois o seu território, sobre as costas do Canal da Mancha, era o mais próximo das ilhas. À volta desta expedição, os morinos sublevaram-se e foram reprimidos rápida e eficazmente por Tito Labieno ao retornar da Britânia 
Na sua segunda expedição para as ilhas de 54 a.C., César e as suas tropas partiram de Porto Ício, dentro do território deste povo.
Os morinos rebelaram-se nos tempos do imperador Augusto, mas foram derrotados pelo seu legado Caio Carrinas entre 31 e 30 a.C.. A partir desse momento Bonônia (Bolonha-sobre-o-Mar) tornou-se porto romano  y Taruenna en colonia romana e, como consequência, o país romanizou-se depressa.
Sob Vespasiano, uma unidade auxiliar do exército romano foi recrutada dentre os morinos, chamada Cohors I Morinorum, que foi enviada à Britânia.
Cláudio Ptolemeu, no século II, menciona duas das suas cidades: Gesoríaco ou Bonônia (Bolonha-sobre-o-Mar, França) e Taruena (Thérouenne, França), às que cabe acrescentar Castelo dos Matíacos (Cassel, França), que fica mais ao interior.
Parece que no Baixo Império o seu território abrangia a diocese de Bolinha e as de Saint Omer e Ypern.

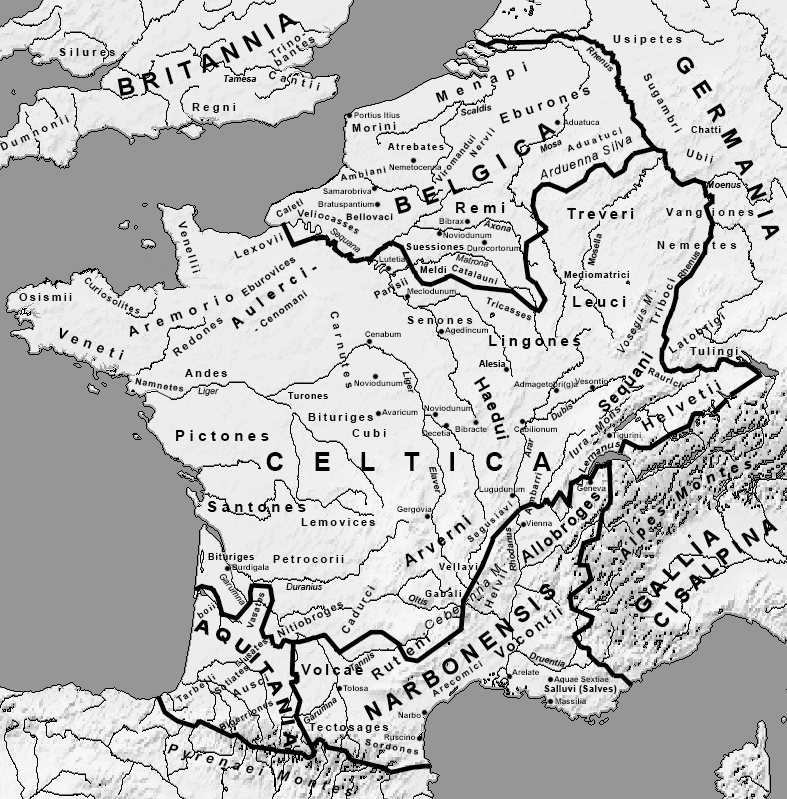
Mapa das províncias galas, assinalando a localização dos diferentes povos pré-romanos que a habitavam.

## Localização
Quando os romanos chegaram, várias tribos foram localizados na região dos Países Baixos, que residiam nas partes habitáveis mais altas, especialmente no leste e sul. Essas tribos não deixaram registros escritos. Todas as informações conhecidas sobre elas durante este período pré-romano é baseada no que os romanos, mais tarde, escreveram sobre as mesmas.

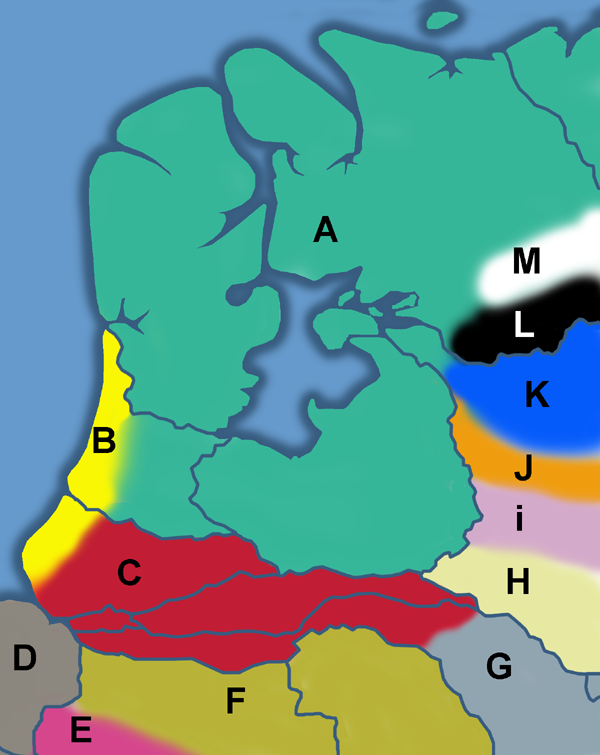
O local aproximado (hoje Holanda) onde as tribos germânicas se assentaram no século I. Os limites exatos são desconhecidos entretanto, e H a M em particular, não devem ser considerados como representações exatas.

As tribos mostrado no mapa à esquerda são:
- A. Frísios,
- B. Caninefates,
- C. Batavos,
- D. Marsos,
- E. Toxandros,
- F. Menápios,
- G. Ampsivários,
- H. Camavos,
- I. Sicambros,
- J. Brúcteros,
- K. Tubantes,
- L. Usípetes e
- M. Tencteros.

Outros grupos tribais não mostrados neste mapa, mas associado com a Holanda são:
- Ambianos,
- Catos,
- Catuários,
- Morinos,
- Salianos,
- Tungros e
- Úbios.